# ادوارد بولور لیتن
ادوارد جرج ارل لیتون بولور-لیتون، نخستین بارون لیتون (انگلیسی: Edward George Earle Lytton Bulwer-Lytton, 1st Baron Lytton)، (زاده:۲۵ می ۱۸۰۳-مرگ:۱۸ ژانویه ۱۸۷۳) رمان‌نویس، شاعر، نمایشنامه نویس و سیاستمدار بریتانیایی است. نام همسر سابق این رمان‌نویس روزینا بولور لین بوده‌است.
کاخ باکینگهام که صاحب آن ملکه الیزابت هم‌اکنون است را این شخص در سال ۱۸۵۰ ساخت آن را به پایان رساند. این هنرمند ۱۵ سال نماینده پارلمان بریتانیا (انگلستان) بوده‌است. برخی از آثار این هنرمند عبارتند از:
- فالکلند
- پلهام
- پاول کلیفورد
- یوجین آرام
- آخرین روزهای پومپئی
- آخرین بارون‌ها
- هارولد
- ریشلیو.